# Андромеда V
Андроме́да V — карликовая сфероидальная галактика на расстоянии около 2,52 млн световых лет от Солнца в созвездии Андромеды. Спутник Галактики Андромеды (М 31).
Андромеда V была обнаружена Армандроффом и др. в 1998 году путём анализа цифровой версии Второго Паломарского обзора неба (POSS-II)
Проецированное расстояние Андромеды V от M31 составляет 112 кпк.
Отношение металличности к светимости Андромеды V выше среднего значения этого отношения у карликовых галактик Местной Группы. По металличности [Fe/H] ≈ -1,5, центральной поверхностной яркости и отсутствию звёзд верхней асимптотической ветви гигантов эта галактика напоминает Андромеду I и Андромеду III. Отсутствие молодой популяции, гладкий характер пространственного распределения звёзд, отсутствие светимости в линии Hα и пыли (детектируемой по дальнему инфракрасному спектру) являются доказательством того, что этот карлик относится к сферическим, а не к неправильным.